# Daniel Desbruyères
Daniel Desbruyères est un chercheur français, spécialiste de l'étude des écosystèmes profonds. Il a travaillé à l'Institut français de recherche pour l'exploitation de la mer jusqu'en 2010 et a publié de nombreux articles. Il est l'une des figures de la découverte des sources hydrothermales profondes et des organismes qui y sont associés.

## Récompenses
- Prix scientifique Philip Morris en 1993 sur la biodiversité des environnements extrêmes.